# Andrej Iwanow
Andrej Ignatow Iwanow, zw. pop Andrej, czerwony pop (ur. 28 listopada 1879, zm. 30 września 1923) – bułgarski kapłan prawosławny, działacz Bułgarskiej Partii Komunistycznej.
Ukończył seminarium duchowne w Ruse w 1906 i został skierowany do pracy duszpasterskiej we wsi Sliwowik, w regionie, z którego pochodził. Już jako kapłan angażował się w działalność społeczną i bronił idei lewicowych przed władzami cerkiewnymi. Został z tego powodu odsunięty od pracy duszpasterskiej i zmuszony do półrocznego pobytu w monasterze Przemienienia Pańskiego k. Wielkiego Tyrnowa.
W 1919 wstąpił do Bułgarskiej Partii Komunistycznej i uczestniczył w jej pierwszym kongresie. Po przewrocie 9 czerwca 1923 pracował jako partyjny kurier, stale podróżując między Łomem i Medkowcem. Wziął czynny udział w powstaniu wrześniowym. Był dowódcą oddziału w walkach o Łom. Po klęsce powstańców został schwytany przez władze i powieszony na słupie telegraficznym w rodzinnej wsi.
Jest jednym z bohaterów poematu Wrzesień Geo Milewa, gdzie została opisana jego walka i śmierć. Andrej Iwanow ze swoim oddziałem pojawia się również na obrazie Stojana Wenewa.